# ابور، غنا
ابور، غنا (به لاتین: Abor, Ghana) در غنا است که در منطقه ولتا واقع شده‌است.

## خصوصیات
ابور ۵۵ متر بالاتر از سطح دریا واقع شده‌است.